# Kızılağıl (Nevşehir)
Kızılağıl ist ein Dorf im Landkreis Hacıbektaş in der türkischen Provinz Nevşehir mit 688 Einwohnern.
Die Einwohner betrachten sich als Nachkommen der Herik-Turkmenen, die im 16. Jahrhundert aus West-Turkestan eingewandert sind. Sie sprechen zum Teil heute noch Turkmenisch und sind überwiegend sunnitische Muslims der hanefitischen Rechtsschule. 